# Avenida Hernando de Magallanes

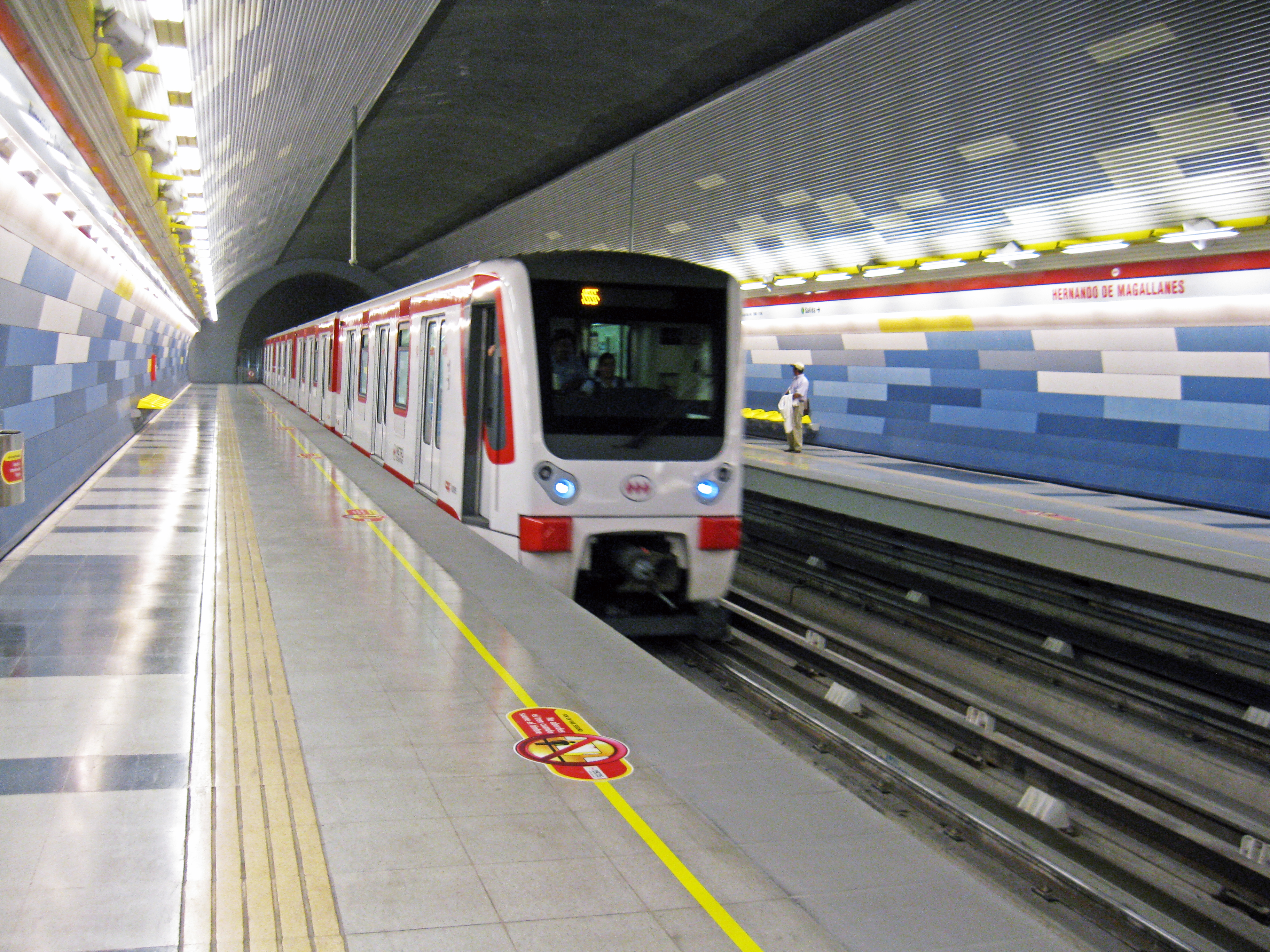
Hernando de Magallanes, estación del Metro de Santiago ubicada en la avenida homónima.

La Avenida Hernando de Magallanes es una vía urbana de la Comuna de Las Condes, Santiago de Chile, que transcurre en sentido norte-sur.

## Nombre
Fernando de Magallanes, (en portugués: Fernão de Magalhães), también conocido como Hernando de Magallanes (Sabrosa, Región Norte, Portugal, primavera de 1480 – Mactán, Filipinas, 27 de abril de 1521) fue un navegante portugués. 
Al servicio del rey de España, descubrió lo que hoy recibe el nombre de Estrecho de Magallanes, siendo el primer europeo en pasar desde el Océano Atlántico hacia el Océano Pacífico, hasta entonces denominado Mar del Sur. Inició la expedición que, capitaneada a su muerte por Juan Sebastián Elcano, lograría la primera circunnavegación de la Tierra en 1522.

## Intento de asesinato a Allende
El periodista Manuel Fuentes Wendling en su libro Memorias secretas de Patria y Libertad, con abundante información sobre el grupo de extrema derecha Patria y Libertad, que él integró en calidad de secretario general de Propaganda, relata de un intento para asesinar al Presidente Allende que se desplazaba a veces por esta Avenida desde la Casa presidencial de Tomás Moro

 (Michael Townley afirma ) Según vimos y según estadística, los martes cada tres semanas Allende baja por Colón. En la esquina de Colón con Magallanes, justo al centro hay una tapa de alcantarillado. Ahí ponemos una carga de 50 o 60 kilos de dinamita y ¡bumm! -expresó el norteamericano mientras alzaba los brazos y los iba separando y con las manos ahuecadas simulaba la onda expansiva de la explosión
Manuel Fuentes Wendling, Memorias secretas de Patria y Libertad